# DJ Guuga
DJ Guuga, nome artístico de Wagner Marinho de Santana (São Paulo, 6 de março de 1994) é um cantor, compositor, produtor musical e DJ brasileiro. Ganhou notoriedade no Brasil a partir de 2018 como um dos principais nomes de uma nova vertente do funk brasileiro chamada arrocha funk.

## Carreira
Sua trajetória musical se iniciou em 2008, quando fez seu primeiro show como cantor em uma comunidade de São Paulo. DJ Guuga começou como cantor e só depois se transformou em DJ. Ele quem escrevia as próprias letras e também produzia as batidas. Mais tarde, parou de cantar e virou DJ. Em 2014, estava em uma balada na Zona Sul de São Paulo tocando e resolveu começar a tocar como residente em casas de show.
Em 2018, DJ Guuga decidiu voltar a cantar e lançou seu primeiro álbum, Baile do Guga, pelo selo GR6. O primeiro sucesso regional foi uma música produzida para uma casa de show. Foi uma montagem com vozes de vários artistas que chamou "Clima do Sítio do Ré". Nesse tempo, conheceu outro intérprete de funk, chamado MC Pierre, e fez a sua primeira produção de arrocha funk com a música "Elas Estão Pedindo Obrigado". Com Pierre, Guuga iniciou uma parceria que gerou vários sucessos controversos no funk brasileiro com letras de teor sexual e ofensas diretas, como "Helicóptero", "Idiota" e "Cabaré".
Mais tarde, Guuga também começou a produzir músicas em parceria com artistas sertanejos, como a dupla Guilherme & Benuto, e outros artistas do funk, como Dennis DJ e outros nomes. Em 2020, a música "Os 4 Caras Que a Bandida Se Amarra" foi um dos principais virais do aplicativo TikTok.

## Discografia
- 2018: Baile do Guga
- 2018: DJ Guuga 2018
- 2019: DJ Guuga 2019